# آلوئیس کاتو
آلوئیس کاتو (انگلیسی: Aloïs Catteau; ۱۱ اوت ۱۸۷۷ – ۲ نوامبر ۱۹۳۹) دوچرخه‌سوار اهل بلژیک بود.